# Charoblemma unilinea
Charoblemma unilinea là một loài bướm đêm trong họ Noctuidae.